# 西部鎮區 (堪薩斯州洛根縣)
西部鎮區（英語：Western Township）為美國堪薩斯州洛根縣轄下的鎮區。2010年美国人口普查中此鎮區人口有43人。

## 地理
西部鎮區涵蓋總面積為278.8平方（107.63平方英里），其中陸地面積為278.7平方（107.59平方英里），水域面積為0.10平方（0.04平方英里）或0.04%。

## 人口統計
根據2010年美國人口普查，西部鎮區人口有43人，其中男性有25人，女性有18人，人口密度為每平方公里0.15人，住房計18戶。鎮區內的白人有43人，非裔美國人有0人，美洲原住民有0人，亞裔美國人有0人，太平洋島裔美國人有0人，其他種族有0人，混血種族則有0人。此外鎮區內有0人為西班牙裔或拉丁裔美國人。此鎮區之年齡中位數為48.1歲，而男性年齡中位數為48.2歲，女性年齡中位數為47.0歲。

## 交通

### 主要公路
- 40號美國國道
- 25號堪薩斯州州道